# Psychoterror (Album)
Psychoterror ist das erste Studioalbum und ein Lied der Wiener Punkrockband Drahdiwaberl. Es wurde 1980 unter der Leitung von Markus Spiegel produziert und Anfang 1981 in Österreich veröffentlicht.

## Produktion
Der Plattenvertrag mit den österreichischen Musiklabel GiG Records wurde im Jahr 1980, also 11 Jahre nach der Gründung der Band, geschlossen. Die Leitung der Produktion wurde von Markus Spiegel übernommen und die Aufnahme fand im SOUND MILL Studio Wien statt. Die Produktion dauerte nur etwa zwei Monate und wurde ziemlich billig gehalten, das Cover und gesamte Artwork zum Album wurde beispielsweise von Stefan Weber selbst gestaltet.
Veröffentlicht wurde das Album in Österreich Anfang 1981. Gleichzeitig wurde auch die Single „Lodenfreak“ veröffentlicht, die allerdings kaum Beachtung fand.
Ein Jahr später wurde das Album auch in Deutschland unter dem Label Teldec veröffentlicht, hatte dort aber keinen Erfolg.
Das Album selbst ist geprägt von provokanten und politischen (meist „unkorrekten“) Texten, die unter anderem das soziale Falschverhalten der reichen Oberschicht der österreichischen Bevölkerung kritisieren, was vor allem beim Song „Ausgeflippter Lodenfreak“ sehr deutlich thematisiert wird.
Der Song „Ganz Wien“ handelt von der Drogenszene Wiens und wurde von Falco – damals noch Mitglied von Drahdiwaberl – komponiert und gesungen.

## Sonstiges
Im Jahr 2000 wurde das Album unter der Leitung von Peter Müller digital überarbeitet und neu veröffentlicht. Genauso wie Torte statt Worte und Sperminator ist es out of print.
Die deutsche Pressung des Albums enthält im Unterschied zur österreichischen ein aufwändiges Beiheft, wurde allerdings nur als Vinyl-LP veröffentlicht.

## Titelliste
1. Boring Old Fart
2. Großstadtdschungel
3. Machomann
4. Ganz Paris träumt von der Liebe (live)
5. Mad Cat Sadie
6. Ganz Wien
7. Dog Shit Miller
8. Ausgeflippter Lodenfreak
9. Psychoterror

## Beteiligte
- Stefan Weber: Hauptgesang, Komponist, Text
- Wolfgang Staribacher: Saxophon
- Johann „Falco“ Hölzel: E-Bass, Gesang, Komponist, Text
- Silvia Glauder: Gesang
- Christian Teuscher: Keyboard
- Franzi Billik: Schlagzeug
- Mario Beschta: Schlagzeug
- Wolfgang Blümel: E-Gitarre, Komponist
- Peter Vieweger: Lead-Gitarre, Komponist, Text
- Thomas Rabitsch: Keyboard, Komponist, Text
- Bernhard Rabitsch: Gesang, Trompete, Saxophon, Tuba, Tamburin, Komponist, Text
- Heinz Nessiziuz: Gesang, Komponist, Text

## Chartplatzierungen
Das Album stieg im August 1981 auf Platz acht der österreichischen Charts ein und hielt sich dort insgrasamt acht Wochen. Im November 2024 erreichte das Album nach einer Wiederveröffentlichung als Vinyl für eine Woche Platz 70.
| ChartsChartplatzierungen | Höchstplatzierung | Wochen |
| ------------------------ | ----------------- | ------ |
| Österreich (Ö3)          | 8 (9 Wo.)         | 9      |

## Belege
1. ↑  Drahdiwaberl - Psychoterror. Abgerufen am 23. Dezember 2017 (englisch).
2. ↑  Drahdiwaberl - Psychoterror. Abgerufen am 23. Dezember 2017 (englisch).
3. 1 2  Chartplatzierung in Österreich. In: austriancharts.at. Abgerufen am 29. November 2024.